# Parafia św. Marcina w Piławie Górnej
Parafia św. Marcina z Tours w Piławie Górnej jest siedzibą dekanatu Piława Górna w diecezji świdnickiej. Obecnym jej proboszczem jest ksiądz Krzysztof Cora.

## Historia
Po raz pierwszy wezwanie kościoła st. Martenus wymieniono w 1411. Z początku kościół był katolicki, ale w II połowie XVI wieku budynek przejęli ewangelicy i go przebudowali. Katolikom zwrócono go 20 marca 1654, którzy w 1709 wykonali „dobre malowidło” na suficie nad ołtarzem. W 1787 odnotowano pożar wieży. W 1806 kościół odremontowano wewnątrz i na zewnątrz. Od 1810 w niedzielne popołudnia odbywały się tam nabożeństwa ewangelików. W 1825 kościół posiadał małe organy oraz dzwonnicę z 3 dzwonami. Kolejnego remontu i rozbudowy budowli dokonano w latach 1831–1837.
W XIX wieku kościół był wzmiankowany jako pomocniczy, należący do parafii w Piławie Dolnej. Dopiero w latach 50. XX wieku erygowano parafię św. Marcina i stała się ona samodzielna. Stało się to 11 czerwca 1957 za sprawą dekretu abp. Bolesława Kominka.

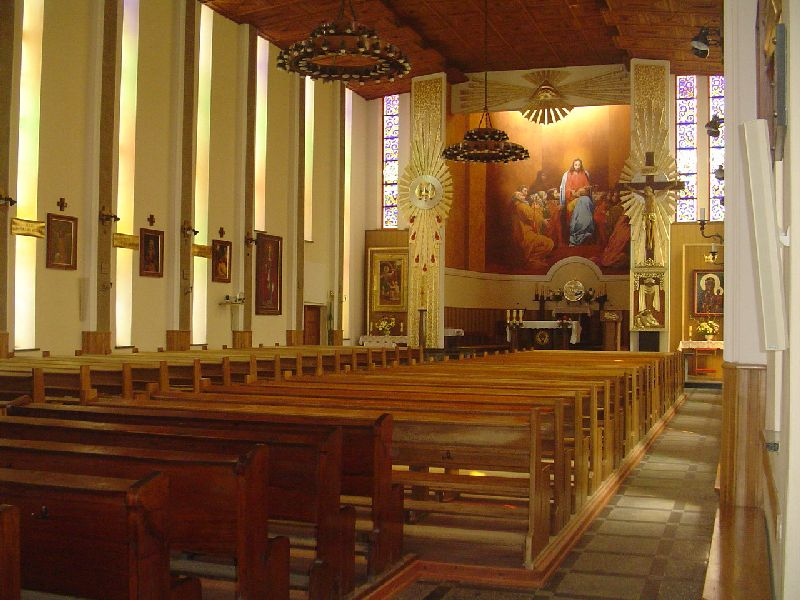
Wnętrze kościoła

Obecny wygląd kościół zawdzięcza dobudowaniu od zachodu do starej części nowej, większej. Dokonano tego w latach 1981–1987 i dzięki temu budowla tworzy nowoczesną dwuczłonową bryłę w kształcie litery L. Konsekracji ołtarza i kościoła dokonał kard. Henryk Gulbinowicz, arcybiskup metropolita wrocławski. 28 marca 1995 na wieży zawieszono 3 nowe dzwony: Maria, Marcin i Henryk, gdyż stare zdjęto podczas ostatniej wojny.

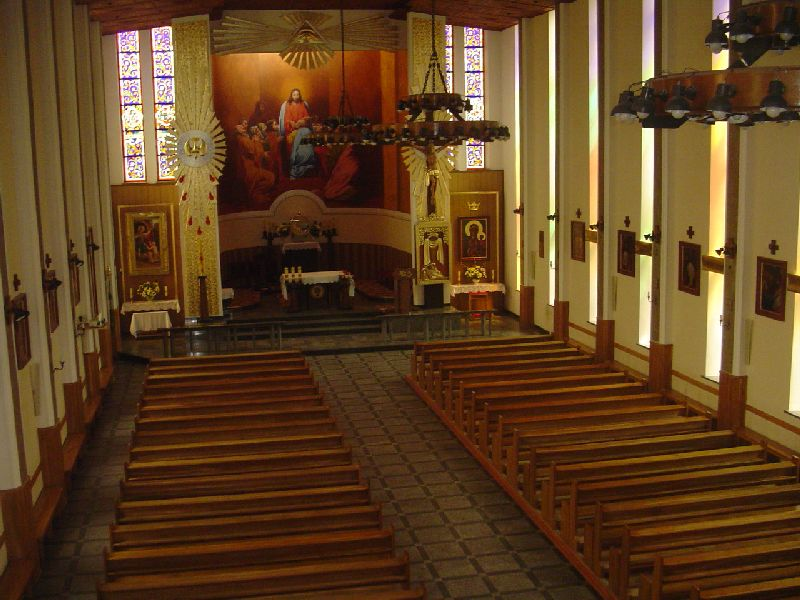
Wnętrze kościoła – widok z chóru

Sześciotysięczna parafia w roku 2007 przeżywała swój Złoty Jubileusz. Z tego powodu wokół kościoła i w jego wnętrzu odbywały się prace remontowe i dekoratorskie. Od 11 czerwca 2007 jest siedzibą nowego dekanatu.

## Patron
Patronem parafii jest św. Marcin z Tours, biskup.

## Statystyki
W 2005 parafia liczyła 6031 osób. Swoim zasięgiem obejmuje niemal cały obszar miasta Piława Górna, wraz z dzielnicą Kośmin, gdzie znajduje się filialna kaplica mszalna Matki Bożej Różańcowej. Przy kościele znajduje się również cmentarz.
Odpust przypada na 11 listopada (w Kośminie jest to 7 października). Adoracja Najświętszego Sakramentu przypada 27 stycznia i 28 lipca. W archiwach parafialnych znajdują się księgi metrykalne chrztów (1716–1749, od 1825), ślubów (od 1873) i zgonów (od 1716).

### Proboszczowie
- ks. Paweł Nieużyła (1957–1965)
- ks. Wenancjusz Róg (1965)
- ks. Bronisław Goldewicz (1965–1983)

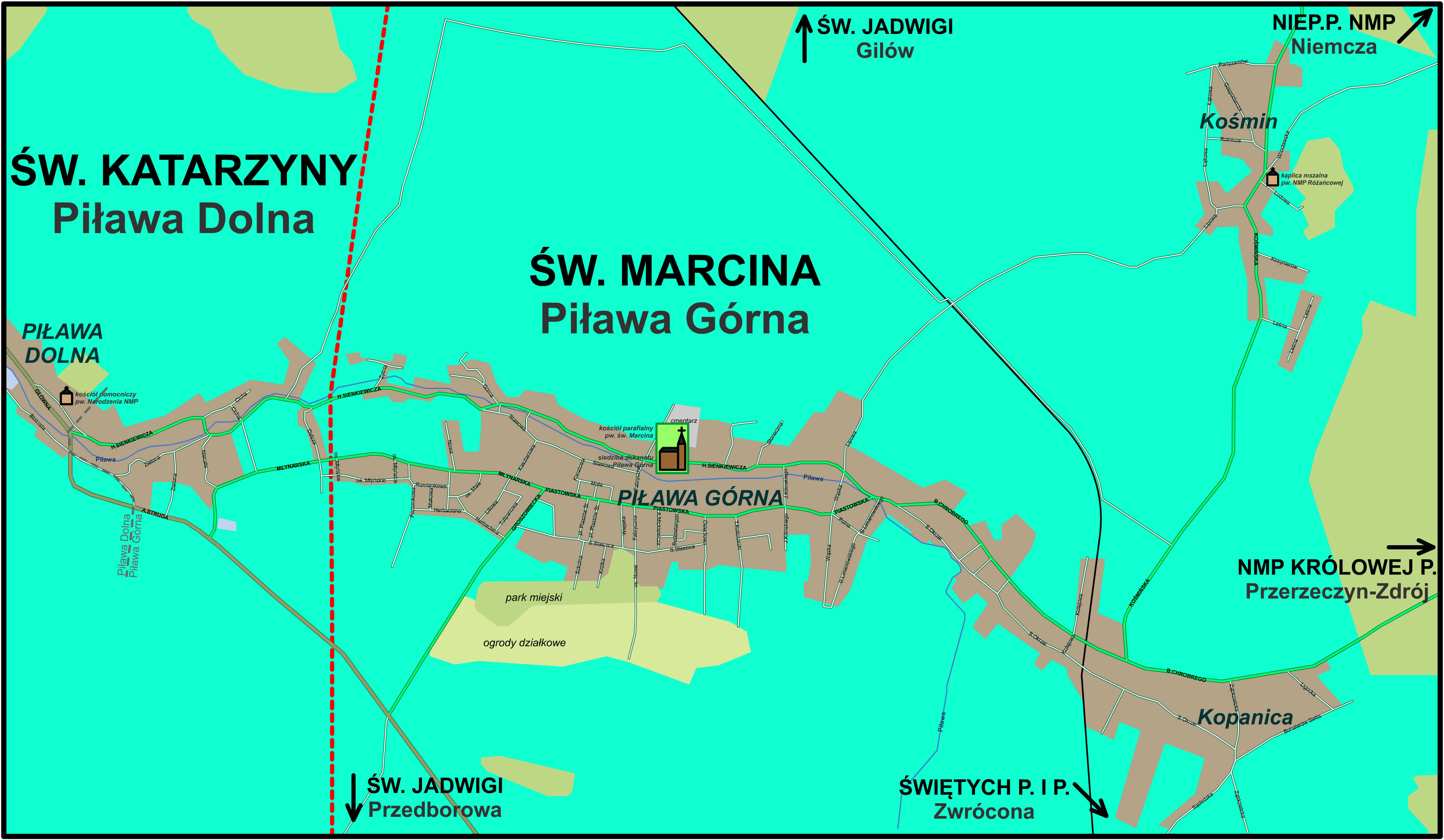
Mapa parafii

- ks. Zbigniew Wolanin (1983–2019)
- ks. Krzysztof Cora (od 2019)

## Parafie sąsiednie
- Dekanat Piława Górna
  - parafia św. Jadwigi → Gilów
  - parafia Niepokalanego Poczęcia NMP → Niemcza
  - parafia św. Katarzyny Aleksandryjskiej → Piława Dolna
  - parafia NMP Królowej Polski → Przerzeczyn-Zdrój
- Dekanat Ząbkowice Śląskie – Północ
  - parafia św. Jadwigi → Przedborowa
  - parafia Świętych Piotra i Pawła → Zwrócona